# Habitatge al carrer Gurb, 79 (Vic)
L'Habitatge al carrer Gurb, 79 és una obra de Vic (Osona) inclosa a l'Inventari del Patrimoni Arquitectònic de Catalunya.

## Descripció
Casa mitgera de planta baixa i dos pisos, l'alçat dels quals i les mides dels badius disminueix amb l'alçada. És de planta rectangular i coberta a dues vessants. Presenta un eix de composició vertical respecte a l'obertura principal de la planta baixa. Els brancals i llindes de les obertures principals són de pedra. La llinda de la porta, per la seva part, presenta un relleu amb inscripció: "AVE MARIA PURÍSSIMA/ SENS PECAT SOU CONCEBUDA". És la part més remarcable de l'edifici. El ràfec és ampli i amb rajola i colls de biga de fusta.

## Història
L'antic camí de Gurb sorgí com la prolongació del c/ de les Neus cap al segle xii, moment en què les masies anaven canviant la seva fesomia a favor de cases mitgeres que seguien el traçat natural del camí. Al segle xv es construir l'església gòtica dels Carmelites prop de l'actual c/ Arquebisbe Alemenay que fou enderrocada el 1655 en convertir la ciutat en plaça fortificada contra els francesos durant la guerra dels Segadors. En els segles XVII-XVIII es va construir l'actual convent i l'església dels Carmelites calçats. Al segle xviii la ciutat experimenta un fort creixement i aquests carrers itinerants es renoven formant part de l'eixample Morató. Al segle xix amb la urbanització de l'Horta d'en Xandri, entre el c/ Gurb i el c/ de Manlleu, també es renova. Actualment el carrer viu una etapa d'estancament i convindria rehabilitar-lo. La casa és de finals del segle xviii i té moltes semblances amb altres del carrer.